# Mahmoud Ben Mahmoud
Mahmoud Ben Mahmoud (àrab: محمود بن محمود, Maḥmūd ibn Maḥmūd) (Tunis, 1947) és un escriptor i director i productor de cinema tunisià.

## Biografia
Mahmoud va néixer el 1947 a Tunis, Tunísia, en una família d'origen turc que s'havia establert a Tunísia el 1710. El seu pare era un teòleg i artista i escriptor aficionat, que, fins a cert punt, va influir en la personalitat del jove Mahmoud. Va estudiar a l'escola de cinema belga INSAS on va completar la seva graduació en el camp del rodatge. Més tard, va estudiar història de l'art, arqueologia i periodisme a la Universitat Lliure de Brussel·les (ULB). Aquests estudis multidisciplinaris li van donar una sòlida formació per afrontar el camp del cinema.
Primer va intentar fer-ho com a escriptor de cinema participant en l'escriptura de dues pel·lícules: Le Fils d'Amr est mort de Jean-Jacques Andrien i Kfar Kassem de Borhane Alaoui. Poc després, Mahmoud va fer el seu primer llargmetratge Traversées el 1982. El seu segon llargmetratge, estrenat l'any 1992, Chichkhan, poussière de diamant va ser seleccionat per a la Quinzena dels Directors al Festival de Cinema de Canes. Mahmoud també ha estrenat una sèrie de pel·lícules documentals entre 1992 i 2006, com ara: Italiani dell'altra riva (1992), Anastasia de Bizerte (1996), Albert Samama-Chikli (1996), Ennejma Ezzahra (1998), Les Mille et une voix (2001), Fadhel Jaïbi, un théâtre en liberté (2003) i Les Beys de Tunis, une monarchie dans la tourmente (2006). Mentrestant, encara ha continuat fent pel·lícules que han marcat l'èxit de la seva carrera cinematogràfica, com ara Naps grenadines que es va estrenar el 2003.

## Filmografia
- 1967 : Escurial (curtmetratge)
- 1970 : Les Vieux (curtmetratge)
- 1970 : Comic Strip (curtmetratge)
- 1982 : Traversées
- 1992 : Poussière de diamants amb Fadhel Jaïbi
- 1992 : Italiani dell' altra riva (documental)
- 1996 : Anastasia de Bizerte (documental)
- 1996 : Albert Samama Chikli, ce merveilleux fou filmant avec ses drôles de machines (documental)
- 1998 : Ennejma Ezzahra (documental)
- 1999 : Les Siestes grenadine
- 2001 : Les Mille et une voix (documental)
- 2003 : Fadhel Jaïbi, un théâtre en liberté (documental)
- 2004 : Les Suspects
- 2006 : Les Beys de Tunis, une monarchie dans la tourmente coloniale (documental)
- 2012 :  Le Professeur
- 2018 : Fatwa